# Dongguo Xiansheng
Dongguo Xiansheng (xinès simplificat: 东郭先生, pinyin: Dōngguō Xiānshēng) és una pel·lícula d'animació amb titelles dirigida per Xu Bingduo i Yu Zheguang, i produïda per Shanghai Film Art Studio l'any 1955. És una adaptació de la història Zhongshan Lang Zhuan de Ma Zhongxi, un escriptor de la dinastia Ming. Explica la història d'un llop desagraït que fou rescatat pel senyor Dongguo.